# Halowe Mistrzostwa Świata w Lekkoatletyce 2014 – bieg na 800 m kobiet
Bieg na 800 metrów kobiet – jedna z konkurencji rozgrywanych podczas 15. Halowych Mistrzostw Świata w Sopocie.

## Terminarz
| Data         | Godzina | Runda      |
| ------------ | ------- | ---------- |
| 7 marca 2014 | 13:00   | Eliminacje |
| 9 marca 2014 | 16:35   | Finał      |

## Wyniki

### Eliminacje
Do zawodów przystąpiło 18 zawodniczek. Aby dostać się do finału trzeba było zająć pierwsze miejsce w swoim biegu eliminacyjnym (Q) lub znaleźć się w gronie 3 najszybszych zawodniczek, które się nie zakwalifikowały (q).
| Pozycja | Bieg | Zawodniczka         | Reprezentacja     | Czas    | Uwagi |
| ------- | ---- | ------------------- | ----------------- | ------- | ----- |
| 1.      | 1    | Angelika Cichocka   | Polska            | 2:00,37 | Q, WL |
| 2.      | 2    | Natalija Łupu       | Ukraina           | 2:00,65 | Q, SB |
| 3.      | 3    | Selina Büchel       | Szwajcaria        | 2:00,93 | Q, PB |
| 4.      | 3    | Chanelle Price      | Stany Zjednoczone | 2:01,05 | q     |
| 5.      | 2    | Maryna Arzamasawa   | Białoruś          | 2:01,15 | q, SB |
| 6.      | 3    | Lenka Masná         | Czechy            | 2:01,25 | q, PB |
| 7.      | 2    | Natoya Goule        | Jamajka           | 2:01,89 | PB    |
| 8.      | 1    | Laura Muir          | Wielka Brytania   | 2:02,55 |       |
| 9.      | 1    | Olha Lachowa        | Ukraina           | 2:02,71 | SB    |
| 10.     | 2    | Ajee Wilson         | Stany Zjednoczone | 2:02,90 |       |
| 11.     | 2    | Stina Troest        | Dania             | 2:02,95 | PB    |
| 11.     | 3    | Anna Szczagina      | Rosja             | 2:02,95 |       |
| 13.     | 1    | Jekatierina Kupina  | Rosja             | 2:03,17 |       |
| 14.     | 1    | Roseanne Galligan   | Irlandia          | 2:03,30 | SB    |
| 15.     | 3    | Jenna Westaway      | Kanada            | 2:03,52 |       |
| 16.     | 3    | Ciara Everard       | Irlandia          | 2:03,69 | SB    |
| 17.     | 2    | Malika Akkawi       | Maroko            | 2:06,04 | SB    |
| 18 !    | 1    | Aníta Hinriksdóttir | Islandia          | DSQ     |       |

### Finał
| Pozycja | Zawodniczka       | Reprezentacja     | Czas    | Uwagi |
| ------- | ----------------- | ----------------- | ------- | ----- |
| 1.      | Chanelle Price    | Stany Zjednoczone | 2:00,09 | WL    |
| 2.      | Angelika Cichocka | Polska            | 2:00,45 |       |
| 3.      | Maryna Arzamasawa | Białoruś          | 2:00,79 | PB    |
| 4.      | Selina Büchel     | Szwajcaria        | 2:01,06 |       |
| 5.      | Natalija Łupu     | Ukraina           | 2:01,17 |       |
| 6.      | Lenka Masná       | Czechy            | 2:02,46 |       |